# 烏樹林 (臺南市)
烏樹林，是臺灣臺南市後壁區的一個傳統地域名稱，位於該區東南部。相較於今日行政區，其範圍大致包括福安里東北部、長安里東半部不含北部東側凸出部分、嘉苳里南部邊界地帶中央一小段。
本地區境內主要聚落為烏樹林，北部地區設有臺灣蘭花生物科技園區（園區南半部，其餘位於本地區北鄰本協地區境內）。

## 歷史
台灣日治初期，烏樹林地區為一街庄，稱為「烏樹林庄」（舊制街庄），隸屬於下茄苳南堡。該庄昔日北邊西至中段與下茄苳庄、本協庄為鄰，北邊東段及東邊北段與下秀祐庄為鄰，東邊中至南段及南邊隔急水溪與許秀才庄為界，西邊為安溪藔庄。
1901年（日治明治三十四年）11月11日，全台廢縣廳改設二十廳，該庄隸屬於鹽水港廳。1904年（明治三十七年）4月1日，該庄編入「安溪藔區」，隸屬於鹽水港廳。1906年（明治三十九年）4月1日，鹽水港廳內管轄區域調整，該庄仍隸屬於「安溪藔區」。1909年（明治四十二年）10月25日，全台合併二十廳為十二廳，安溪藔區改隸屬於嘉義廳。1920年（大正九年）10月1日，全台地方制度大改正，廢十二廳改設五州二廳，該庄改制為「烏樹林」大字，隸屬於臺南州新營郡後壁庄（新制街庄）。
戰後後壁庄改制為後壁鄉，隸屬於臺南縣，大字亦改制為村。1950年（民國39年）10月25日，雲、嘉、南分治，後壁鄉仍隸屬於臺南縣。2010年（民國99年）12月25日，臺南縣、市合併為直轄臺南市，後壁鄉改制為後壁區，村亦改制為里。

## 聚落
本地區發展較早的聚落為烏樹林，在日治期初期的官方地圖上已有記載。

## 交通
市道172號是布袋至澐水的道路，經過本地區主聚落北郊。由該道路西行可前往後壁區南部、新營區、鹽水區、嘉義縣義竹鄉、布袋鎮，並止於布袋市區；東行可前往白河區、嘉義縣中埔鄉，並止於省道台3線路口。

## 產業
- 行政院農業委員會臺灣蘭花生物科技園區（園區南半部，其餘位於本地區北鄰本協地區境內）